# Cambarellus patzcuarensis
Cambarellus patzcuarensis е вид ракообразно от семейство Cambaridae. Видът е застрашен от изчезване.

## Разпространение и местообитание
Разпространен е в Мексико (Мичоакан).
Обитава сладководни басейни, морета и реки.